# باتريك هانيغان
باتريك هانيغان (بالإنجليزية: Patrick Hannigan)‏ هو لاعب كرة قدم أمريكي، ولد في 23 أكتوبر 1982 في فيلادلفيا في الولايات المتحدة. لعب مع سان أنتونيو سكوربيونز.